# TV.com
TV.com var en webbplats som drevs av CNET Networks. Den startades 1 juni 2005 och ersatte den tidigare TV Tome. Fokus bland TV-serierna ligger på engelskspråkiga serier som spelats in eller sänts i USA, Storbritannien, Kanada, Australien, Nya Zeeland, Republiken Irland och Japan.